# Serrat Rodó (Collsuspina)
El Serrat Rodó és una muntanya de 913 metres que es troba al municipi de Collsuspina, a la comarca del Moianès.